# Gustavo Lopetegui
Gustavo Sebastián Lopetegui (Buenos Aires, 27 de septiembre de 1959) es un contador y ejecutivo argentino. Fue secretario de Energía de la Nación Argentina entre 2018 y 2019. Anteriormente se desempeñó como vicejefe de Gabinete de la Nación (2015-2018) y Ministro de Producción de la provincia de Buenos Aires (2004-2005).

## Carrera
Lopetegui nació en Buenos Aires en 1959. Estudio Administración de Empresas en la Universidad Argentina de la Empresa (UADE)
Dueño de la productora de quesos Pampa Cheese en la provincia de Santa Fe. Desde 2009 fue CEO de la compañía aérea LAN Argentina.En 2020 fue imputado por la venta irregular de centrales termoeléctricas: Gustavo Lopetegui e Javier Iguacel quienes fueron citados a indagatoria por la operatoria por la que el Estado argentino dejó de percibir casi 120 millones de dólares.Diferentes medios denunciaron que durante el paso de Iguacel por el ministerio este buscó el beneficio a empresarios allegados al presidente y al grupo Cambiemos, siendo una de las principales beneficiadas Pampa Energía, de Marcelo Mindlin, empresario cercano a Mauricio Macri pasó de estar en el puesto 103 en el ranking de las empresas que más facturaran en Argentina, en el 2015, al puesto 10 según la revista Forbes, en octubre de 2017. Mindlin también es dueño de Iecsa, una de las empresas que formó parte del grupo Macri, y de Petrobras Argentina. Según la fiscalía YPF que pertenece al Estado le prestó a Pampa Energía unos 140 millones de dólares para financiar la compra de la filial local de la petrolera brasileña.En 2020 tanto el presidente Mauricio Macri y sus dos exministros de Energía y varios funcionarios de Cambiemos fueron imputados por la Justicia federal por el intento de privatizar dos centrales termoeléctricas, cuyas obras fueron otorgadas Nicolás Caputo amigo testaferro y financista de Macri. En 2018 el Gobierno macrista licitó las centrales por menos del valor de mercado y por la mitad de la valuación fiscal que la Auditoria General de la Nación fijó en 2012 y  debajo doble que la ganancia obtenida por cada central en un solo año. En el medio, Iecsa del grupo familiar Macri recibió una indemnización de 1600 millones de pesos por la ruptura del convenio para continuar la construcción que había licitado el mismo gobierno de Macri. En 2019 la empresa pública ENARSA se presentó como querellante 
en la causa que estaba imputado  perjuicio patrimonial que habría sufrido por esta operación- Lopetegui junto a Iguacel y otros exfuncionarios de Cambiemos, tras una auditoría interna la  empresa encontró “gravísimas irregularidades detectadas en el proceso que permitió la escandalosa y fraudulenta venta”, y avanzó así en la investigación de la responsabilidad cambiemita en el conocido como “el escándalo de las termoeléctricas”.
En 2019 fue imputado en la causa 
Lopetegui Gustavo y otros/ Malversación de caudales públicos” por el Juzgado Nacional en lo Criminal y Correccional Federal N° 5 por irregularidades en el cálculo de las multas a empresas energéticas. Mediante una serie de maniobras se invirtió el carácter de los resultados: las concesionarias pasaron de ser deudoras del Estado nacional a ser acreedoras. Según la fiscalía las deudas de las concesionarias con el Estado fueron subvaluadas por Lopetegui  en un total de 9.453 millones de pesos para el caso de EDESUR y. 7.731 millones de pesos para el caso de EDENOR con el objetivo de generar beneficios económicos indebidos a favor de las concesionarias Edenor S.A. y Edesur S.A..
Su carrera pública comenzó como ministro de Producción de la provincia de Buenos Aires entre 2004 y 2005 bajo la gobernación de Felipe Solá. En diciembre de 2015 fue designado como vicejefe de Gabinete de la Nación junto a Mario Quintana. El 2 de septiembre de 2018 deja su cargo y pasa a ser asesor presidencial. El 28 de diciembre de 2018 es designado secretario de Energía luego de la renuncia de Javier Iguacel.En mayo de 2020 fiscal Ramiro González imputó al expresidente Mauricio Macri, sus exfuncionarios en Energía Juan José Aranguren, Javier Iguacel y Gustavo Lopetegui, y al primo del presidente Mauricio Macri, Ángelo Calcaterra por la venta a precio vil de las centrales térmicas Brigadier López y Ensenada Barragán.